# 土耳其突吻魮
土耳其二鬚魮（学名：Capoeta tinca）为輻鰭魚綱鯉形目鲤科的一個種，分布於亞洲土耳其，為特有種，體長可達36公分，棲息在礫石底質的流動水域。